# Pelecus cultratus
Pelecus cultratus はウグイ亜科に属する淡水魚の一種。他の名称としてsichel・ziege・sabre carp・sabrefishなどもある。東欧から西アジア、中央アジアの河川に生息する。個体数は安定しており、IUCNは保全状況を軽度懸念としている。

## 形態
25-40cmに達し、最大で60cm・2kg程度。ニシンを大型にしたような外見である。背はほとんど直線だが、腹部は下方に張り出して弧を描く。吻は上を向き、下顎もそれに合わせて傾斜する。側線は波打ち、体側のかなり下方を走っている。胸鰭は長くて尖る。体色は淡い銀色で、鰭はほぼ無色である。

## 分布
黒海・カスピ海・アラル海・バルト海に注ぐ大河や、それにつながる湖で見られる。バルト海での分布は、ヴィスワ川から北緯61°以南のフィンランド、スウェーデン南部。ラドガ湖・オネガ湖にも分布する。遡河回遊を行うが、一生を淡水域で過ごす個体群もある。

## 生態
表層遊泳性で、動物プランクトンや甲殻類・昆虫・小魚などを食べる。繁殖は5-6月で、川を遡って産卵に適した開けた水面を探す。卵は浮遊性で、川では水流に乗って流される。3-4日で孵化する。繁殖後の親魚は餌を求めて河口に戻る。3-5歳、20-30cmで性成熟し、寿命は9年程度。